# Michael Hadge
Michael Hadge (ur. 6 czerwca 1932 w Greensboro) – amerykański aktor i producent.

## Filmografia
jako aktor:
- 1966: Pan Buddwing – sprzedawca
- 1993: Życie Carlita – Diamond Room Man
- 1994: Cień – więzień
- 1994: Hits! – Gun Man
- 1996: Sposób na Szekspira – on sam

jako producent:
- 1990: The Local Stigmatic
- 1996: Sposób na Szekspira